# Штаб-квартира Европейской комиссии
Здание «Берлемон» (фр. Bâtiment Berlaymont) расположено в столице Бельгии Брюсселе, на слиянии улицы де ла Луа и бульвара Шарлемань. В нём размещаются Штаб-квартира Европейской комиссии (European Commission Headquarters), офисы Президента Европейской комиссии и 27 еврокомиссаров. В нём также размещаются службы при кабинетах президента и уполномоченных, т.е. генеральный секретариат, юридические службы, пресс-секретари и общее управление прессой.

## История
Берлемон занимает территорию женского монастыря Берлемон, бывшей школы-интерната для девочек, основанной Маргаритой де Лалаинг и управляемой канониссами Святого Августина. Он был основан в 1625 году в отеле основателя на улице Берлемон, недалеко от собора Святых Михаила и Гудула, и переехал недалеко от здания суда Брюсселя, а с 1864 года занял новые здания в конце улицы де ла Луа.

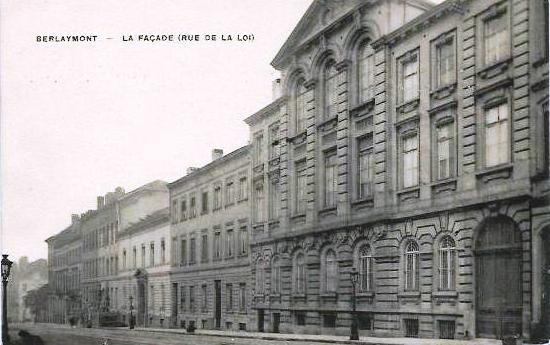
Монастырь Берлемон в 1905 году

В 1960 году для размещения штаб-квартиры Европейской комиссии бельгийское государство купило землю для строительства оригинального здания. Оно было спроектировано архитектором Люсьеном Де Весте, но проект будет реализован архитекторами Жаном Гильсоном, Андре и Жаном Полаками. Люсьен Де Весте разработал поперечный план с четырьмя неравными крыльями, примыкающими к центральному стержню. Отсюда стальные тяги, прикрепленные к металлической конструкции, выступающей из центрального ядра, поддерживают перекрытия, состоящие из префлексных балок. Это техническое новшество, благодаря которому крылья не опираются на землю, а подвешиваются. Это техника подвесных мостов, применяемая к зданию.
14-этажное здание площадью более 240 000 м2 изначально предназначалось для размещения до 3 000 государственных служащих, предоставляя им офисы, конференц-залы, кафетерии, ресторан, санитарные помещения и телестудию. В плане здание напоминает неправильный крест.
Образ здания в виде его стилизованного изображения применён в логотипе Европейской комиссии
В 1991 году европейские официальные лица эвакуировали здание, чтобы удалить асбест и в то же время организовать ремонт самого здания. Эти работы оказались очень дорогостоящими для Бельгии. После нескольких отсрочек они были завершены в 2004 году, как раз вовремя, чтобы можно было собрать новый состав Еврокомиссии. Здание было продано Комиссии и открыто 21 октября 2004 года Романо Проди, тогдашним президентом, премьер-министром Бельгии Ги Верхофстадтом, Нилом Кинноком и Дидье Рейндерсом.
Постепенно службы, прикрепленные к президенту, вернулись в офисы Берлемонта. 22 ноября 2004 года, когда комиссия Баррозу приступила к работе, здание было полностью занято всеми кабинетами.

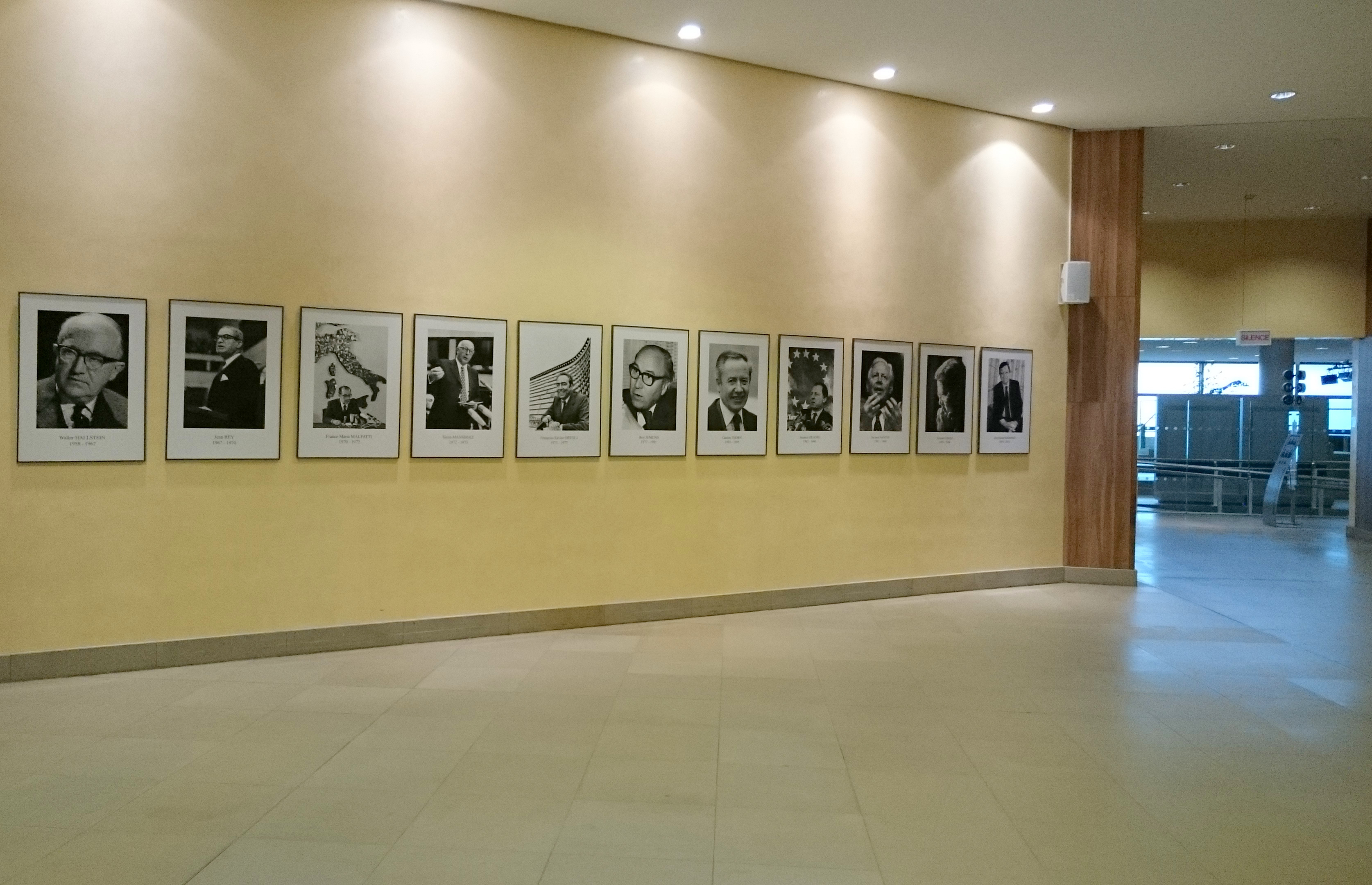
Фотографии председателей комиссии у входа

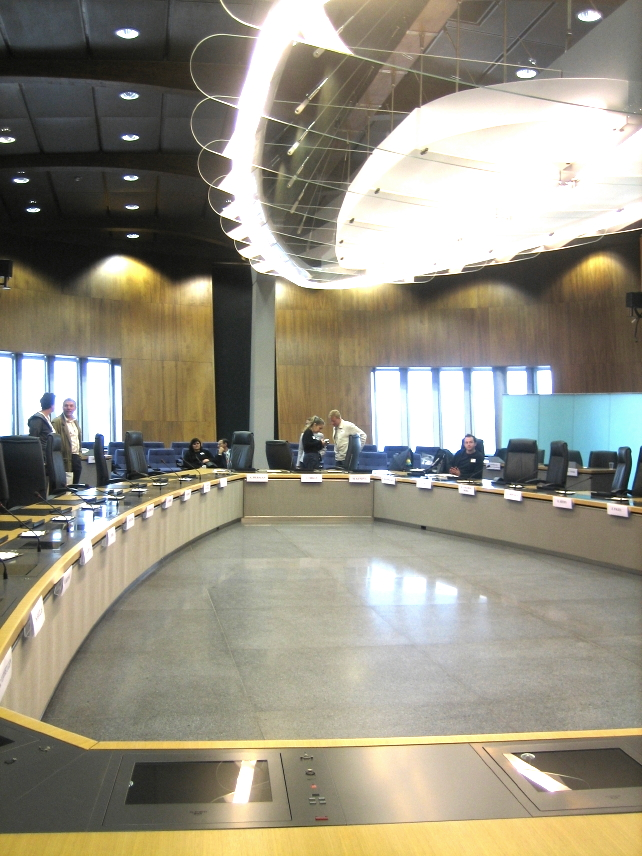
Кабинет для заседаний Еврокомиссии на 14 этаже Берлемона

Логотип Европейской комиссии

## Пожар 18 мая 2009 года
18 мая 2009 года около 13 часов в техническом помещении, расположенном под крышей, на верхних этажах здания возник пожар. 2700 человек, находившихся в Берлемонте, пришлось эвакуировать; среди них были президент Европейской комиссии Жозе Мануэль Баррозу, находившийся в здании, когда вспыхнул пожар, и комиссар Нили Крус.
Вмешались пожарные города Брюсселя; было мобилизовано несколько бригад, и часть европейского района пришлось временно закрыть для движения транспорта.
О пострадавших не сообщается. Пожар был быстро локализован и к вечеру полностью локализован. Ущерб кажется ограниченным. Происхождение пожара неизвестно, но криминальный след априори исключён.